# Maianthemum canadense
Maianthemum canadense är en sparrisväxtart som beskrevs av René Louiche Desfontaines. Maianthemum canadense ingår i släktet ekorrbärssläktet, och familjen sparrisväxter. Inga underarter finns listade i Catalogue of Life.

## Bildgalleri

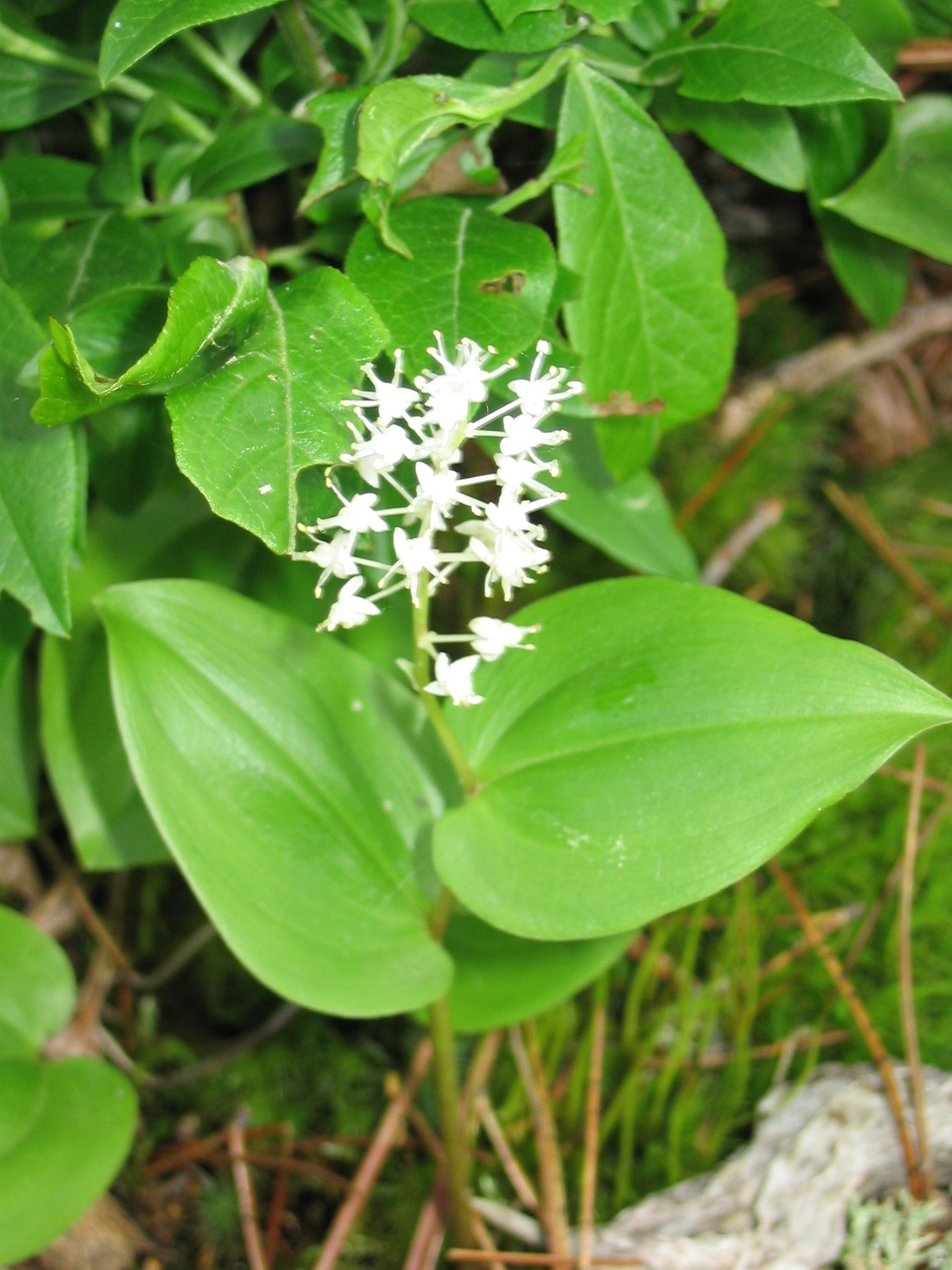
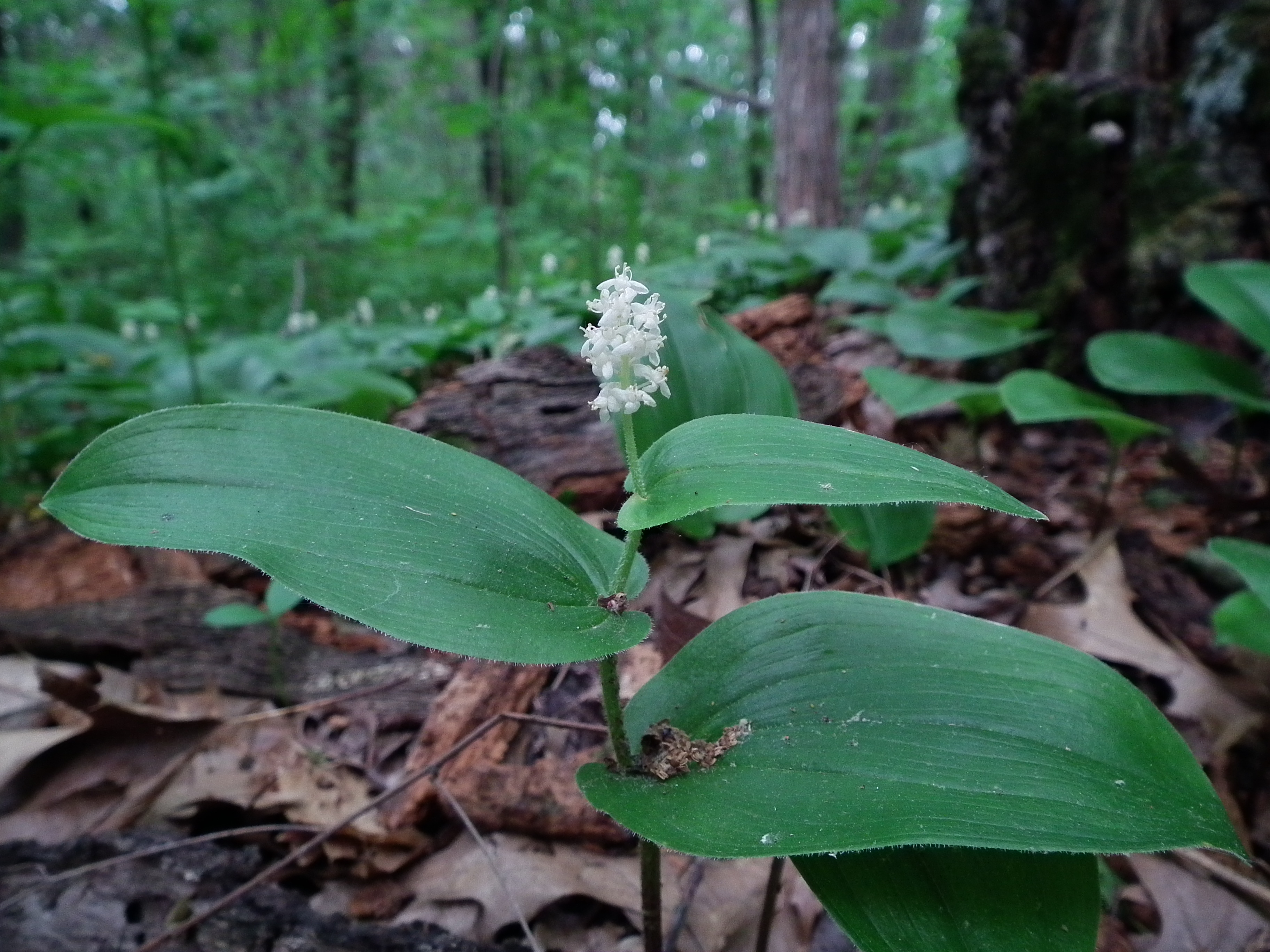
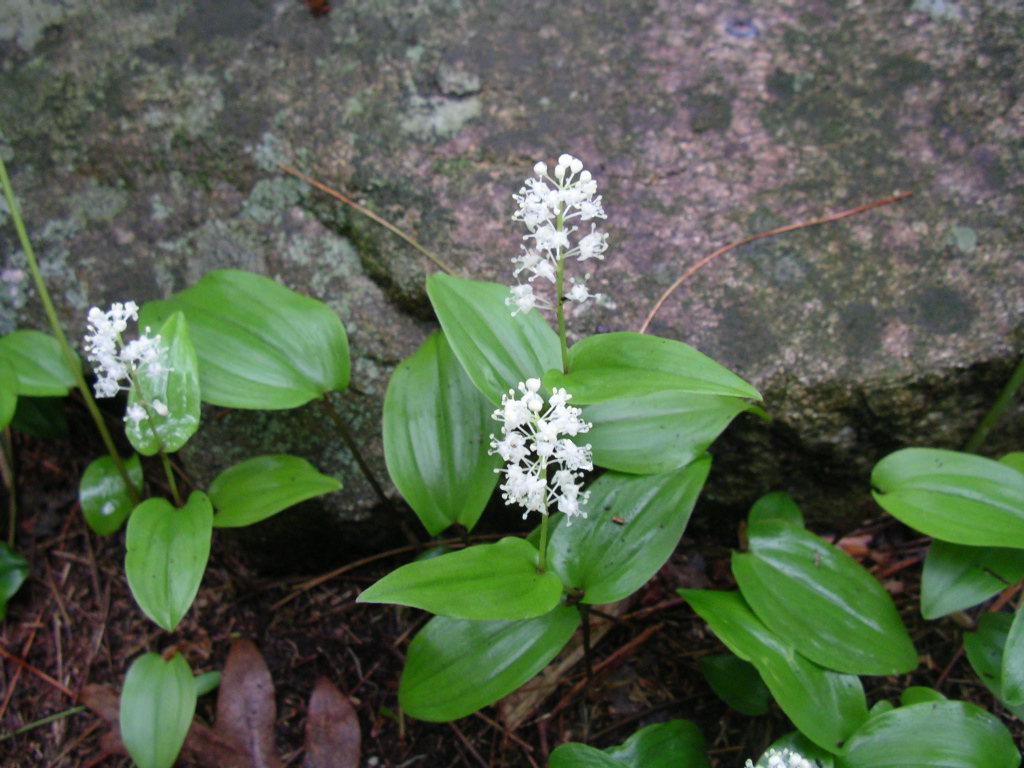
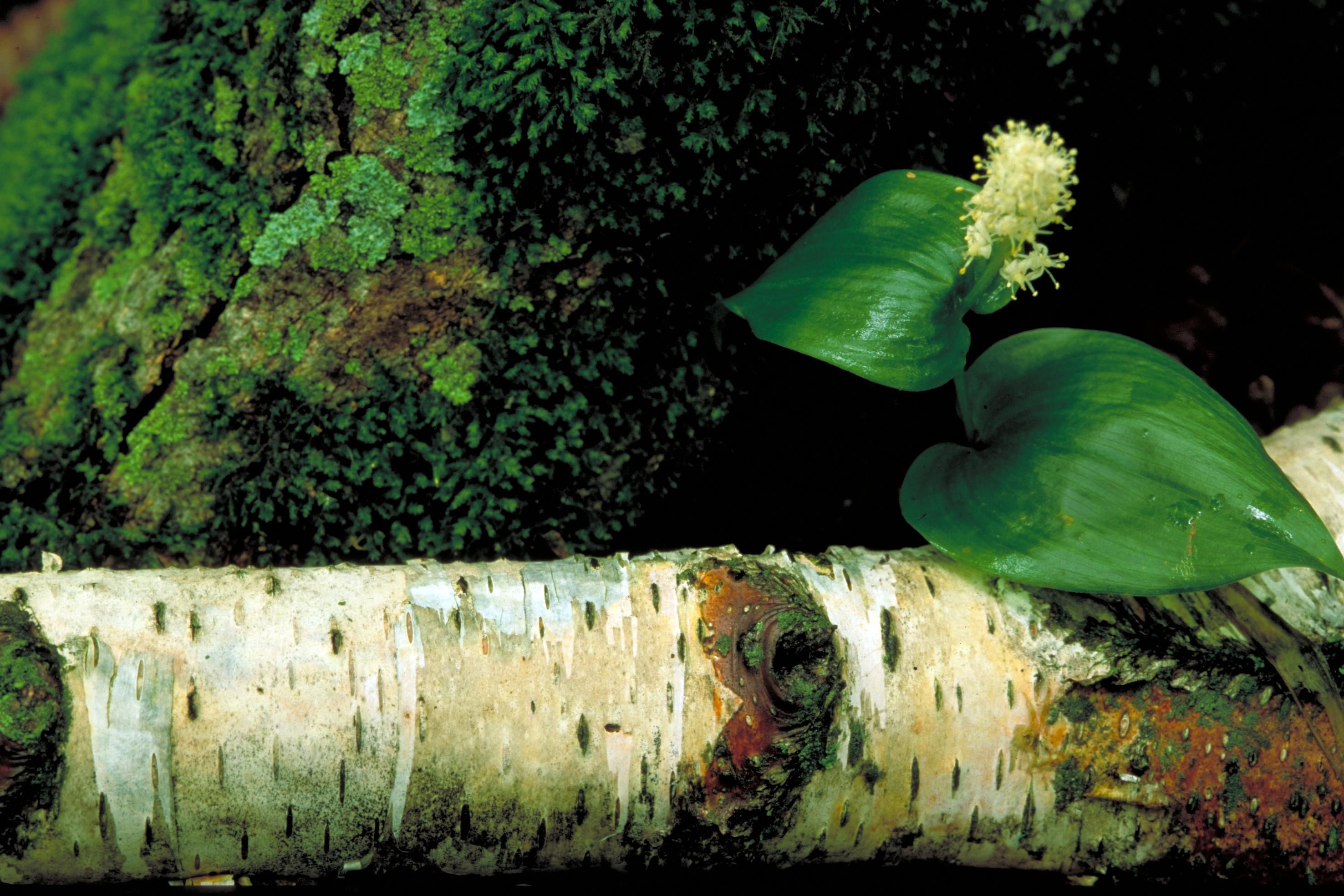
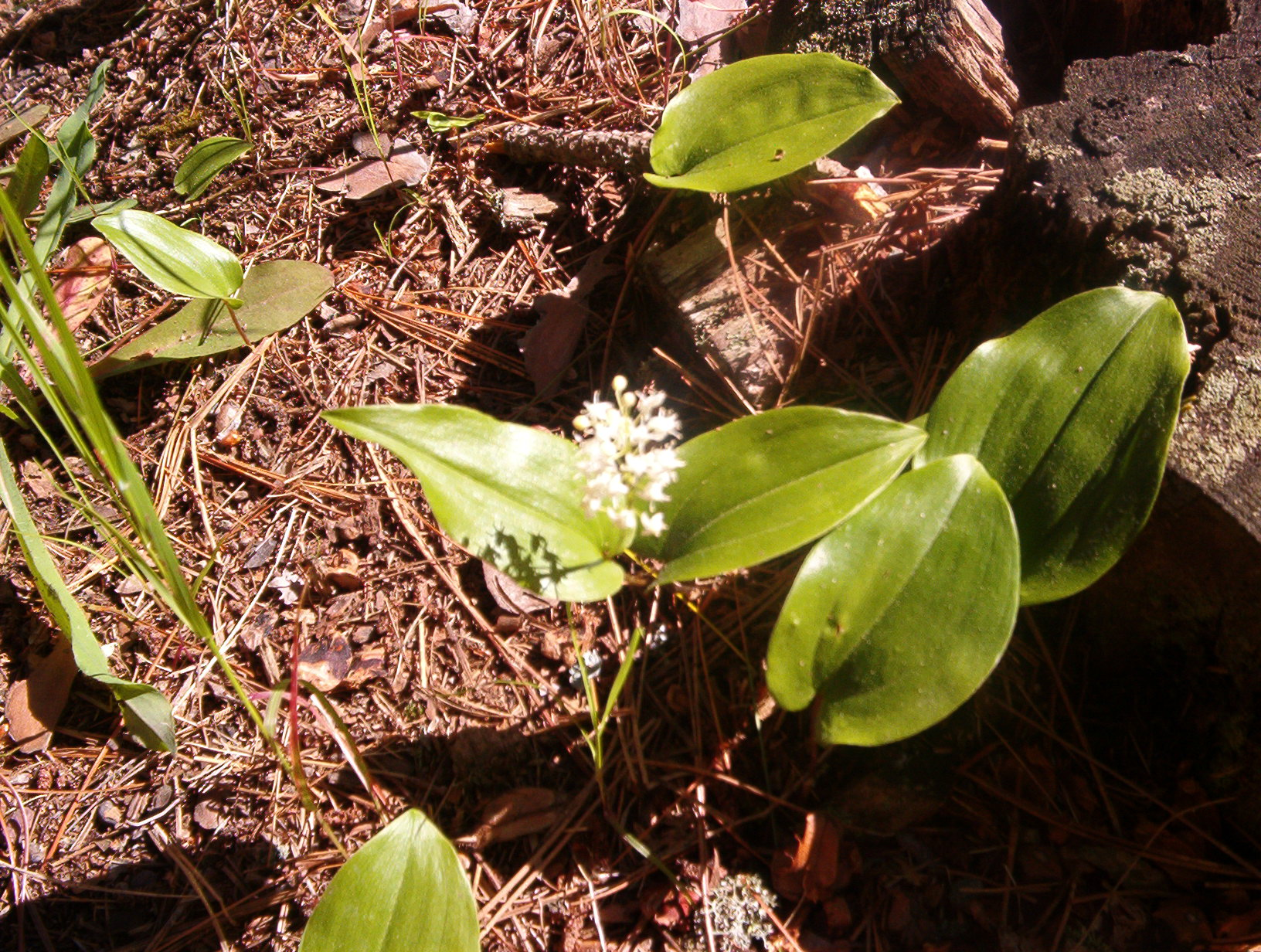